# Дилема
Диле́ма (грец. δίς-λημμα двійна лема) — судження, де предмету надаються два суперечливі положення, які виключають можливість третього. Головний закон, який має силу для міркувань і дій, — закон суперечності: дві протилежні думки про один і той самий предмет або явище взяті в однаковий час, в однаковому значенні й в однаковому відношенні не можуть бути ймовірними та хибними водночас, тобто «третього не дано» (tertium non datur). Отже, раз одне з них імовірне, то інше обов'язково буде хибним, або навпаки, коли одне хибне, інше неодмінно буде ймовірним. Контрарні (протилежні) зв'язки між поняттями, судженнями й умовиводами є такі відношення, коли вони обидва одночасно ймовірними бути не можуть. Натомість разом вони можуть бути лише хибними.
Наприклад, два таких речення: «Україна — велика країна» й «Україна — мала країна» не можуть воднораз бути правильними, проте, вони обидва можуть бути разом хибними, оскільки «Україна — середня держава», Якщо її зіставити з Росією, Китаєм або США, то Україна дійсно має малу площу, але порівнюючи з європейськими країнами, вона велика.
Також дилемою називають необхідність вибору між двома (звичайно небажаними або важко здійсненними) можливостями.